# Dayglo Abortions
Pour les articles homonymes, voir DGA.
Dayglo Abortions (parfois abrégé DGA) est un groupe canadien de punk rock, originaire de Victoria, en Colombie-Britannique. 

## Histoire
Leurs paroles reflètent un mépris typique du genre pour les normes sociétales. Le groupe est formé en 1979 et sort son premier album en 1981. Le groupe a vendu plus de 500 000 exemplaires dans le monde entier depuis leur premier album. La biographie du groupe, Argh Fuck Kill : The Story of the Dayglo Abortions, par l'auteur Chris Walter, est publiée en 2010 par Gofuckyerself Press. Gymbo Jak, chanteur du groupe de 1994 à 2007, a également chanté pour le groupe torontois Maximum RNR.

### Problèmes juridiques
Le groupe est connu pour ses pochettes d'albums explicites. En 1988, un officier de police de Nepean, en Ontario, a ouvert une enquête sur les Dayglos après que sa fille ait ramené à la maison un exemplaire de Here Today, Guano Tomorrow. Des accusations d'obscénité ont été portées contre le label de Dayglo Abortion, Fringe Product (distribué par Alternative Tentacles aux États-Unis et impliquant le leader des Dead Kennedys, Jello Biafra, dans la bataille pour la liberté d'expression) et le magasin de disques du label, Record Peddler, mais ces accusations ont été levées en 1990,.

### Politique
Sur leur album sorti en 2004, les Dayglos ont fait preuve d'une conscience politique nouvelle. Holy Shiite contient des titres tels que America Eats Her Young, Christina Bin Laden, Scientology, et Where's Bin Laden?

## Discographie

### Albums studio
- 1981 : Out of the Womb
- 1986 : Feed Us a Fetus
- 1988 : Here Today, Guano Tomorrow
- 1991 : Two Dogs Fucking
- 1995 : Little Man in the Canoe
- 1996 : Corporate Whores
- 1999 : Death Race 2000
- 2004 : Holy Shiite
- 2016 : Armageddon Survival Guide
- 2022 : Hate Speech

### Compilations
- 1998 : Stupid World, Stupid Songs
- 2011 : Live A.D.
- 2019 : Wake Up It's Time To Die